# Dextrină
Dextrinele sunt glucide solubile și amorfe, cu molecula mică și pot fi obținute în urma reacției de hidroliză a amidonului  sau glicogenului. Sunt amestecuri de polimeri ai D-glucozei, formați din mai multe unități care sunt legate glicozidic de tipul α-(1→4) sau α-(1→6).